# Theodor Jakobsson
Gustaf Theodor Jakobsson, född 7 maj 1883 i Foss socken, död 11 november 1952 i Göteborg, var en svensk militär och museiman.
Theodor Jakobsson var son till domprosten Gustaf Jakobsson. Han avlade officersexamen vid Karlberg 1904 och blev därefter underlöjtnant vid Boden-Karlsborgs artilleriregemente. Jakobsson genomgick 1906–1910 Artilleri- och ingenjörhögskolans artillerikurs, befordrades 1907 till löjtnant och 1914 till kapten. Åren 1915–1916 genomgick han en kurs vid Kungliga Tekniska högskolans avdelning för bergsvetenskap, blev 1916 kontrollofficer vid artilleriet och var 1919–1933 chef för arméförvaltningens artilleridepås kontrollavdelning. År 1925 tjänstgjorde Jakobsson vid Japans och Förenta staternas armé, 1928 och 1932 i schweiziska armén. Åren 1932–1937 var han föreståndare för armémuseum. Jakobsson blev 1936 överstelöjtnant i armén. Han var 1937–1949 styresman för armémuseum och befordrades 1948 till överste i armén.
Jakobsson var även ordförande i Svenska vapenhistoriska sällskapet 1944–1948. Han invaldes som ledamot av Kungliga Krigsvetenskapsakademien 1932 och blev 1938 filosofie hedersdoktor vid Lettlands universitet. Jakobsson blev riddare av Svärdsorden 1925, av Vasaorden 1926 och av Nordstjärneorden 1936 samt kommendör av andra klassen av Nordstjärneorden 1946.